# Bernd Goetzke
Bernd Goetzke (* 15. Mai 1951 in Hannover) ist ein deutscher Pianist.

## Leben
Mit 13 Jahren wurde Goetzke zum Frühstudium an der Hochschule für Musik, Theater und Medien Hannover zugelassen. Bis zum Konzertexamen (1975) war er Schüler von Karl-Heinz Kämmerling. Von 1969 bis 1977 arbeitete Goetzke intensiv mit Arturo Benedetti Michelangeli zusammen, der ihn als seinen letzten Schüler bezeichnete. 2020 erschien zum 100. Geburtstag Michelangelis das Buch Auf der Suche nach dem Vollkommenen, in dem Bernd Goetzke im Rahmen eines Intervierwes ausführlich Auskunft über seine Zeit bei Michelangeli gibt.
Goetzke nahm auch an Beethoven-Kursen bei Wilhelm Kempff und Claudio Arrau teil.
1982 in Hannover selbst zum Professor berufen, wurde er zu einem der gefragtesten Klavierpädagogen in Deutschland. Er betreute eine große Zahl von jungen Pianistinnen und Pianisten, von denen inzwischen viele in einer Solokarriere stehen und ihrerseits Professuren innehaben. An der Hochschule für Musik, Theater und Medien Hannover leitete er über 30 Jahre den Studiengang Soloklassen und gründete im Jahr 2000 gründete er das Institut zur Früh-Förderung musikalisch Hochbegabter, einen in Deutschland einmaligen Studiengang.
In Studienzeiten war er selbst Preisträger und später sehr oft Preisrichter internationaler Wettbewerbe. Studierende seiner Klasse gewannen u. a. die ersten Preise im Deutschen Musikwettbewerb (Berlin), im Internationalen Klavierwettbewerb Ferruccio Busoni (Bozen), im Beethoven-Wettbewerb in Bonn, in der International Piano Competition Hilton Head Island, im Van Cliburn International Piano Competition, in der Santa Cecilia Competition in Porto, im George-Enescu-Wettbewerb in Bukarest.

### Meisterkurse

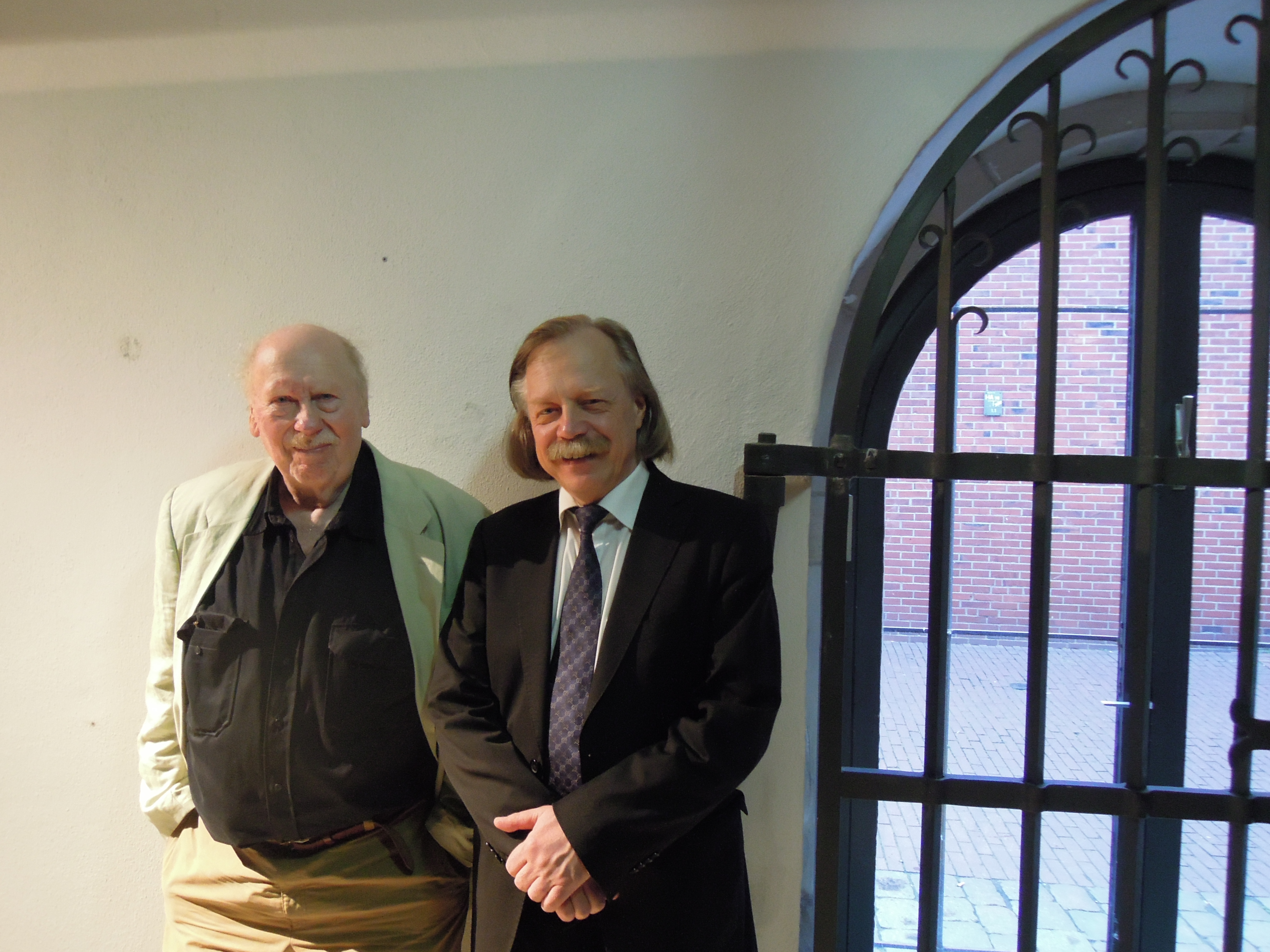
Ernst Marow und Bernd Goetzke (rechts) bei den Klaviertagen Unterelbe 2016

Bernd Goetzke gibt weltweit Meisterkurse. So führte er u. a. die von Wilhelm Kempf und Alfred Cortot gegründeten Beethoven-Kurse in Positano über mehrere Jahre fort. Dazu gehören ferner die Summer Academy und die Winter Academy of Music in Uelzen sowie die Internationale Musikakademie für Solisten in Bückeburg (IMAS). Er wirkt auch bei anderen Meisterkursen als Dozent, beispielsweise bei den Klaviertagen Unterelbe in Stade.

### Schwerpunkte
Goetzke fasziniert besonders die Klaviermusik des 20. Jahrhunderts. In vielen Konzerten und Aufnahmen spielt er Debussy, Messiaen, Bartók, Skrjabin, Schönberg, Gershwin u. a.
Im Jahr 2018 erschienen die Briefe Debussys an seine Verleger erstmals in deutscher Sprache, übersetzt und herausgegeben von Bernd Goetzke. Der Maler Ernst Marow hielt Goetzkes besondere Verbindung zu Debussy in einem Ölgemälde aus dem Jahr 2011 fest: Er porträtierte Goetzke vor einem in blau-schwarzen Tönen gemalten Flügel, auf dessen Notenpult der Namenszug Debussy steht.